# Suzanne Gabriel-Delvaux
Suzanne Gabriel-Delvaux (Engis, 29 december 1914 - Hoei, 5 mei 2010) was een Belgisch senator.

## Levensloop
Gabriel-Delvaux, in 1974 opvolger op de Senaatslijst van de christendemocratische PSC in het arrondissement Hoei-Borgworm, werd in februari 1975 rechtstreeks gekozen senator in opvolging van de overleden Georges Beauduin. Ze zetelde tot in april 1977 en werd toen niet herkozen. Als gevolg van de toen bestaande dubbelmandaten zetelde ze van rechtswege eveneens in de Cultuurraad voor de Franse Cultuurgemeenschap en de voorlopige Waalse Gewestraad.
Daarnaast was Gabriel-Delvaux van 1977 tot 1982 gemeenteraadslid van Hoei. Ze zetelde er in de oppositie.